# Џони Синс
Стивен Вулф (енгл. Steven Wolfe; Питсбург, 31. децембар 1978), познатији као Џони Синс (енгл. Johnny Sins), амерички је порнографски глумац и редитељ. Више пута је био номинован за Награду AVN, а исту је освојио два пута. Дужи период времена је један од најтраженијих порнографских глумаца на интернету.